# Mario Ketterer
Mario Ketterer (* 1950 in Eichstetten, in der Nähe von Freiburg im Breisgau) ist ein deutscher Unternehmer und ehemaliger Rennfahrer. 2008 bis 2012 startete Ketterer mit einer Schweizer Lizenz.

## Karriere
Noch während seiner Ausbildungszeit fuhr Ketterer als 19-Jähriger 1969 sein erstes Bergrennen beim ADAC-Schauinsland-Rennen. Drei Jahre später gewann er in einem Opel Ascona 22 von 25 Bergrennen in seiner Klasse. 1975 erreichte er den dritten Platz bei der Deutschen Bergmeisterschaft. 1978 gewann er alle 15 Rennen zur Deutschen Sportwagen-Meisterschaft und wurde mit großem Vorsprung Deutscher Meister. Beim letzten Rennen auf der Schauinslandstrecke am 9. Juli 1979 mit seinem Cassani-Ralt-BMW Formel 2 stellte Ketterer einen Streckenrekord auf. Er befuhr die 11,2 Kilometer lange Strecke am Freiburger Hausberg in 4:59,20 Minuten und unterbot seinen Rekord aus dem Vorjahr, den er mit 5:01,21 Minuten auf einem TOJ-SC-206-Sportwagen erreicht hatte. Diese Rekordfahrten sind Bestandteil der Streckengeschichte, da danach keine Zeitwertungen mehr auf der historischen Bergrennstrecke ausgetragen wurden.
Mario Ketterer war nicht nur bei Bergrennen erfolgreich, er lieferte sich auch harte Duelle in der Deutschen Rennsportmeisterschaft. Fahrer wie Manfred Winkelhock, Hans Heyer oder Harald Ertl gehörten zu den größten Kontrahenten von Ketterer.
1979 wurde Ketterer Gesamtsieger beim Markenweltmeisterschaftslauf zusammen mit Reinhold Joest und Volkert Merl am Steuer eines Porsche 908 Turbo-Spyder beim 1000-km-Rennen von Dijon. Anfang der 1980er-Jahre fuhr er erfolgreich für die Renault Suisse auf Fahrzeugen wie Renault 5 Turbo, Renault Alpine V6 und Renault Clio in Läufen zum Renault Europapokal und der Schweizer Meisterschaft. Den dritten Platz erzielte er beim 6-Stunden-Rennen von Mugello 1981 auf BMW 320i Gruppe 5 von GS-Tuning mit Anton Fischhaber sowie den vierten Platz beim 1000-km-Rennen am Nürburgring 1982 auf BMW 320i Gruppe 5 mit Anton Fischhaber und Eckhard Schimpf. 1984 fuhr Ketterer in der DTM-Saison vier Rennen für das Schweizer Team Brun Motorsport auf einem BMW 635 CSi.
1998 fuhr Ketterer zum ersten Mal im Porsche Carrera Cup. Das Fahrzeug wurde vom Freiburger Eichin Racing Team eingesetzt.
Seit 1999 fuhr Ketterer im Veedol-Langstreckenpokal, der danach als BF Goodrich-Langstreckenmeisterschaft bekannt wurde. Es folgten Siege beim Langstreckenpokal auf dem Nürburgring mit BMW und Porsche und beim 24-Stunden-Rennen Paul Ricard.
2003 wurde Ketterer Klassensieger beim 24-Stunden-Rennen auf dem Nürburgring auf einem Volvo S60 vom Team Mühlner Motorsport und Zehnter im Gesamtklassement. 2010 startete er für das Rent2Drive-Racing Team und kam auf Platz zwei beim 24-Stunden-Rennen auf BMW M3 und beim BF-Goodrich Langstreckenrennen auf Platz eins.
2013 gab Mario Ketterer im Alter von 62 Jahren seinen Ausstieg aus dem aktiven Motorsport bekannt. Seit 1978 ist er als Unternehmer in der Immobilienbranche tätig.

## Statistik

### Le-Mans-Ergebnisse
| Jahr | Team            | Fahrzeug | Teamkollege    | Teamkollege     | Platzierung | Ausfallgrund |
| ---- | --------------- | -------- | -------------- | --------------- | ----------- | ------------ |
| 1980 | Hubert Striebig | Toj SM01 | Michel Pignard | Hubert Striebig | Ausfall     | Zündung      |